# Montmorency

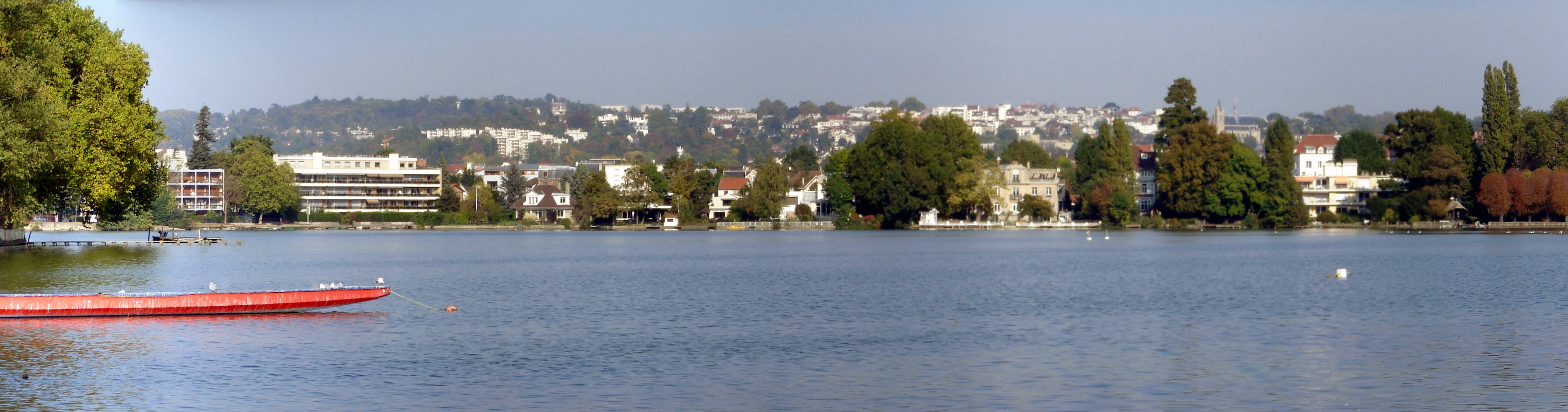
La villa de Montmorency sobre su colina vista desde el Lago de Enghien.

Montmorency es una localidad y comuna francesa situada en el departamento de Valle del Oise, en la región de Isla de Francia.  

## Demografía
| 1 870 | 1 697 | 1 683 | 1 573 | 1 930 | 1 870 | 2 051 | 2 144 | 2 359 | 2 613 | 3 126 | 3 494 | 4 088 | 4 295 | 4 894 | 4 577 | 4 966 | 5 419 | 5 997 | 7 093 | 8 490 | 9 977 | 10 891 | 10 535 | 11 126 | 14 094 | 16 369 | 18 691 | 20 860 | 20 798 | 20 920 | 20 599 | 21 381 |
| Para los censos de 1962 a 1999 la población legal corresponde a la población sin duplicidades (Fuente: INSEE [Consultar]) |       |       |       |       |       |       |       |       |       |       |       |       |       |       |       |       |       |       |       |       |       |        |        |        |        |        |        |        |        |        |        |        |